# Jay Rubin
Jay Rubin (* 1941 in Washington, D.C.) war bis 2008 Professor für japanische Literatur an der Harvard-Universität und hat neben Alfred Birnbaum die Werke von Haruki Murakami ins Englische übersetzt; ebenso Werke von Natsume Soseki.
2002 erschien von ihm die Murakami-Biographie Haruki Murakami and the Music of Words.

## Werke
- Haruki Murakami and the Music of Words – deutsch 2004 in der Übersetzung von Ursula Gräfe und Angela Praesent unter dem Titel Murakami und die Melodie des Lebens – Die Geschichte eines Autors, ISBN 3-8321-7870-8
- Making Sense of Japanese: What the Textbooks Don’t Tell You ISBN 4-7700-2802-4
- (als Herausgeber:) Modern Japanese writers New York 2001, ISBN 0-684-80598-7